# مخطاف ثلاثي الألوان
مِخطاف ثلاثي الألوان أو فلروب ثلاثي الألوان (الاسم العلمي:Phalaropus tricolor) (بالإنجليزية: Wilson's phalarope)‏ هو نوع من الطيور يتبع جنس الفلروب من فصيلة دجاج الارض.